# José Julián de la Fuente
José Julián de la Fuente (ur. 14 września 1903 w Montevideo, zm. ?) – urugwajski szermierz.
Uczestniczył w Letnich Igrzyskach Olimpijskich w 1936 roku, odpadając w półfinałach.